# Sjoert De Cremer
Sjoert De Cremer (Brasschaat, 23 januari 1984) is een Belgische presentator die werkt voor de Belgische regionale televisiezender ATV. Hij groeide op in Sint-Job-in-'t-Goor en woont in Antwerpen. Naast het presenteren is hij actief als leraar in het  secundair onderwijs. Hij legt nu zijn focus op de filosofische interesse bij de leerlingen opwekken. 
In 2009 startte hij als reporter voor het toenmalige jongerenprogramma EXIT. Twee jaar later stapte hij over naar de redactie van ATV en ging aan de slag als nieuwsanker. Sinds 2017 presenteert hij ook het sportprogramma Score.